# Hans Rausing
Hans Anders Rausing, KBE, född 25 mars 1926 i Göteborg, död 30 augusti 2019 i Wadhurst i East Sussex i England, var en svensk företagsledare. Rausing var VD för Tetra Pak från 1954 till 1981 eller 1983, därefter styrelseordförande i AB Tetra Pak och sedermera Tetra Laval till 1993.

## Biografi
Rausing är son till Tetra Paks grundare Ruben Rausing och Elisabeth Varenius samt bror till Gad Rausing och Sven Rausing. Efter studentexamen i Lund 1944 skrevs han in vid Lunds universitet där han studerade ekonomi, statistik och ryska språket och 1948 nlev fil. kand. Han var VD för Tetra Pak International AB 1954–1981, styrelseordförande där 1981–1983, Executive Chairman för Tetra Pak Gruppen 1983–1985, styrelseordförande från 1985, Executive Chairman och VD för Tetra Pak Alfa Laval Gruppen från 1991.
Rausing var styrelseledamot i AB Åkerlund & Rausing och AB Östanå pappersbruk 1951–1965, Metior AB och AB Purac från grundandet till 1966, Stockholms Enskilda Bank 1970–1972, SEB 1973–1982, Lund och Malmös högskoleregion 1975–1980 och Business International i New York 1975–1979.

### Förmögenhet
Rausing var en av världens rikaste människor med en förmögenhet på 10 miljarder dollar. Han var fram till sin död bosatt utanför London.

### Privatliv
Hans Rausing var gift med fil. lic. Märit Norrby, född 1930, dotter till åkeriägaren Nils Norrby (1898–1971) från Rödöns församling och Kerstin, född Zachrisson (1896–1972) från Los. De fick tre barn: Lisbet Rausing (född 1960), Sigrid Rausing (född 1962) och Hans Kristian Rausing (född 1963).
Hans Rausing är begravd på Raus kyrkogård.

## Utmärkelser
Hans Rausing, som har donerat stora belopp till forskning, har utsetts till:
- Ekonomie hedersdoktor vid Lunds universitet 1979
- Ekonomie hedersdoktor vid Handelshögskolan i Stockholm 1987[2]
- Medicine hedersdoktor vid Lunds universitet 2001
- Teknologie hedersdoktor vid Kungl. Tekniska högskolan[8]
- Hedersdoktor vid Mälardalens högskola 2004 (efter att under tre år ha varit gästprofessor i innovation och entreprenörskap vid högskolan)[9]
- Utnämndes av drottning Elizabeth II till kommendör av Brittiska imperieorden, första klassen, KStbEmpO1kl (Honorary Knight Commander of the Most Excellent Order of the British Empire, KBE), 2006[3]
- Ledamot av Ingenjörsvetenskapsakademien (LIVA, 1984)
- Ledamot av Vetenskapssocieteten i Lund (LVSL)[10]